# Otschir
Otschir (mongolisch Очир, Diamant) ist ein häufiger mongolischer Personenname oder Namensbestandteil.

## Bekannte Personen

### Vatersname
- Otschirbatyn Burmaa, mongolische Ringkämpferin
- Otschirbatyn Nasanburmaa, mongolische Ringkämpferin
- Bat-Otschiryn Ser-Od, mongolischer Marathonläufer
- Erdene-Otschiryn Otschirsüren, mongolische Skilangläuferin
- Erdene-Otschiryn Dolgormaa, mongolische Judoka

### Eigenname
- Saindschargalyn Njam-Otschir, mongolischer Judoka
- Öldsiisaichany Erdene-Otschir, mongolischer Ringkämpfer
- Daramyn Tömör-Otschir (1921–1985), mongolischer kommunistischer Funktionär
- Daschnjamyn Tömör-Otschir, mongolischer Radrennfahrer
- Tsend-Ajuuschiin Otschirbat, mongolischer Judoka